# Поштова індексація Гібралтару
Британська заморська територія Гібралтар станом на 2020 рік для адресації поштової кореспонденції використовує індекс GX11 1AA. Індекс є тимчасовим, впровадженим в очікуванні створення системи поштової індексації аналогічної такій на решті європейської території Об'єднаного Королівства. Процес створення системи індексації розпочав уряд Гібралтару у 2006 році. З огляду на єдиний індекс для всієї території, для внутрішніх поштових відправлень використання поштового індексу є наразі необов'язковим.

## Поштові дільниці
Королівська Пошта Гібралтару поділяє територію своєї підзвітності на 14 поштових дільниць, які називаються "алеями" (walks). Кожна з алей позначається цифрою або літерою; станом на 2020 рік використовувалась єдина літера: G. Проте, ці цифри та літера використовуються для внутрішньо-адміністративних потреб, і не є обов'язковими при адресації поштових відправлень. Важливо зауважити, що поділ на поштові дільниці не співпадає з поділом на житлові райони, що використовується урядом Гібралтару для статистичних потреб.
| Позначення дільниці | Назва алеї          |
| ------------------- | ------------------- |
| 1                   | Reclamation North   |
| 2                   | Sacred Heart        |
| 3                   | Reclamation South 1 |
| 4                   | Lower South         |
| 5                   | Moorish Castle      |
| 6                   | Town Range          |
| 7                   | Reclamation South 2 |
| 8                   | North Front         |
| 9                   | Reclamation South 3 |
| 10                  | Waterport           |
| 11                  | Upper South         |
| 12                  | Southport           |
| 13                  | Upper Rock          |
| G                   | Growth Walk         |